# Butyltriethylammoniumbromid
Butyltriethylammoniumbromid ist ein organisches Salz, das in der Synthese von Ammonium-basierten ionischen Flüssigkeiten eingesetzt wird.

## Gewinnung und Darstellung
Butyltriethylammoniumbromid kann in einer Quarternisierungsreaktion zwischen Triethylamin und 1-Brombutan gewonnen werden.

## Verwendung
Butyltriethylammoniumbromid kann als Bromidquelle für eine elektrochemische aromatische Bromierung verwendet werden. Durch Anionenmetathese können verschiedene ionische Flüssigkeiten mit dem Butyltriethylammonium-Kation gewonnen werden. So konnten das Tetrafluoroborat, das Hexafluorophosphat, das Hexafluoroantimonat, sowie das Salz des Bis(trifluormethylsulfonyl)amids synthetisiert werden.